# Edvin Granell
Edvin Rikard Granell, född 25 maj 1920 i Svedala, Skåne, död 3 augusti 1959 i Åbo, Finland, var en svensk skådespelare, regissör och teaterchef.
Edvin Granell var son till gjutaren Olof Granell (1884–1965) och Elida, ogift Tysklind (1887–1938). Edvin Granell var först verksam som skådespelare i Sverige, engagerad av teatrar som Riksteatern och Stora Teatern, Göteborg. Han flyttade till Åbo där han var engagerad vid Åbo Svenska Teater och bland annat regisserade Under Åbro broar (1956). Han var chef för Åbo Svenska Teater från 1957 fram till sin död 1959. Han skrev också ett antal pjäser under sin tid där. Edvin Granell använde pseudonymen "Eddie" samt "Rupert Wolfgang A. Gustafsson" när han skrev tillsammans med Ulf-Göran Ahlfors och Gunnar Clément.
Han var 1942–1948 gift med skådespelaren Inga Brink (1913–2010) och från 1948 med skådespelaren Lisa Bergström (1926–2023). Tillsammans fick de sonen Anders Granell 1949, som också blev skådespelare.

## Teater

### Roller (ej komplett)
| År   | Roll          | Produktion                                                       | Regi                          | Teater                      |
| ---- | ------------- | ---------------------------------------------------------------- | ----------------------------- | --------------------------- |
| 1939 |               | Glada änkan Franz Lehár, Victor Léon och Leo Stein               | Lars Egge                     | Riksteatern                 |
| 1943 |               | Lilla Helgonet Florimond Hervé, Henri Meilhac och Albert Millaud | Nils Johannisson              | Stora Teatern, Göteborg     |
| 1944 |               | "Madam X" eller Sibyllan i Bunkeflo Gideon Wahlberg              | Oscar Winge                   | Pildammsteatern             |
| 1945 |               | Bröllop i Tanto Gideon Wahlberg                                  | Gideon Wahlberg Werner Ohlson | Tantolundens friluftsteater |
| 1946 |               | Cirkus hela da'n Gideon Wahlberg                                 | Werner Ohlson                 | Tantolundens friluftsteater |
| 1957 | Rupert Cadell | Repet Patrick Hamilton                                           | Rurik Ekroos                  | Åbo Svenska Teater          |